# Lac de la rivière Youghiogheny
Le lac de la rivière Youghiogheny (en anglais : Youghiogheny River Lake) est un lac de barrage destiné au contrôle des inondations dans le sud-ouest de la Pennsylvanie et de l'ouest du Maryland.
Le lac a été formé en 1944 par la construction de barrages sur la Youghiogheny à l'amont de la confluence, en Pennsylvanie. Le barrage de la Youghiogheny est une levée de terre de 184 pieds (56 m) de haut et 1 610 pieds (491 m) de longueur longue à son sommet, appartenant et exploités par le Corps du génie de l'armée des États-Unis. La surface normale du réservoir est d'environ 4,4 milles carrés, et il a une capacité maximum de 300 000 acres-pieds, son niveau normal de stockage est 149 300 acres-pieds.
La ville de Somerfield, en Pennsylvanie, a été abandonné, rasée, et inondée lors du remplissage du lac. Le pont de pierre de Great Crossings, élément de la National Road, qui franchissait la Youghiogheny à Somerfield, est visible lors des eaux très basses.